# Eslövs BK
Eslövs BK är en svensk fotbollsklubb med säte i Eslövs kommun. Herrlaget i klubben spelar under säsongen 2019 i Division 2 Västra Götaland.  
Säsongerna 1975–1977 spelade Eslövs BK i dåvarande tredjedivisionen Division 3 Skåne, motsvarande dagens Division 1 Södra, vilket är den högsta divisionen laget någonsin spelat i. 
Klubben bildades den 20 oktober 1969 genom en sammanslagning av fotbollssektionerna i Eslövs AI och Eslövs IK.
Klubbens nuvarande tränare är Peter Olsson som tidigare tränat klubben. 

### Fotnoter
1. ↑  ”Om Eslövs BK”. Eslövs BK. https://www.laget.se/ESLOVSBK/About. Läst 18 december 2018.